# Издавач видео-игре
Издавач видео-игре је компанија која се бави издавањем видео-игара како оних које су развили њени развојни тимови тако и оних које је купила од других развојних тимова. Поједини издавачи се баве и маркетингом као и дистрибуцијом видео-игара до купаца док други у те сврхе ангажују друге компаније. 